# Jurriaan François de Friderici

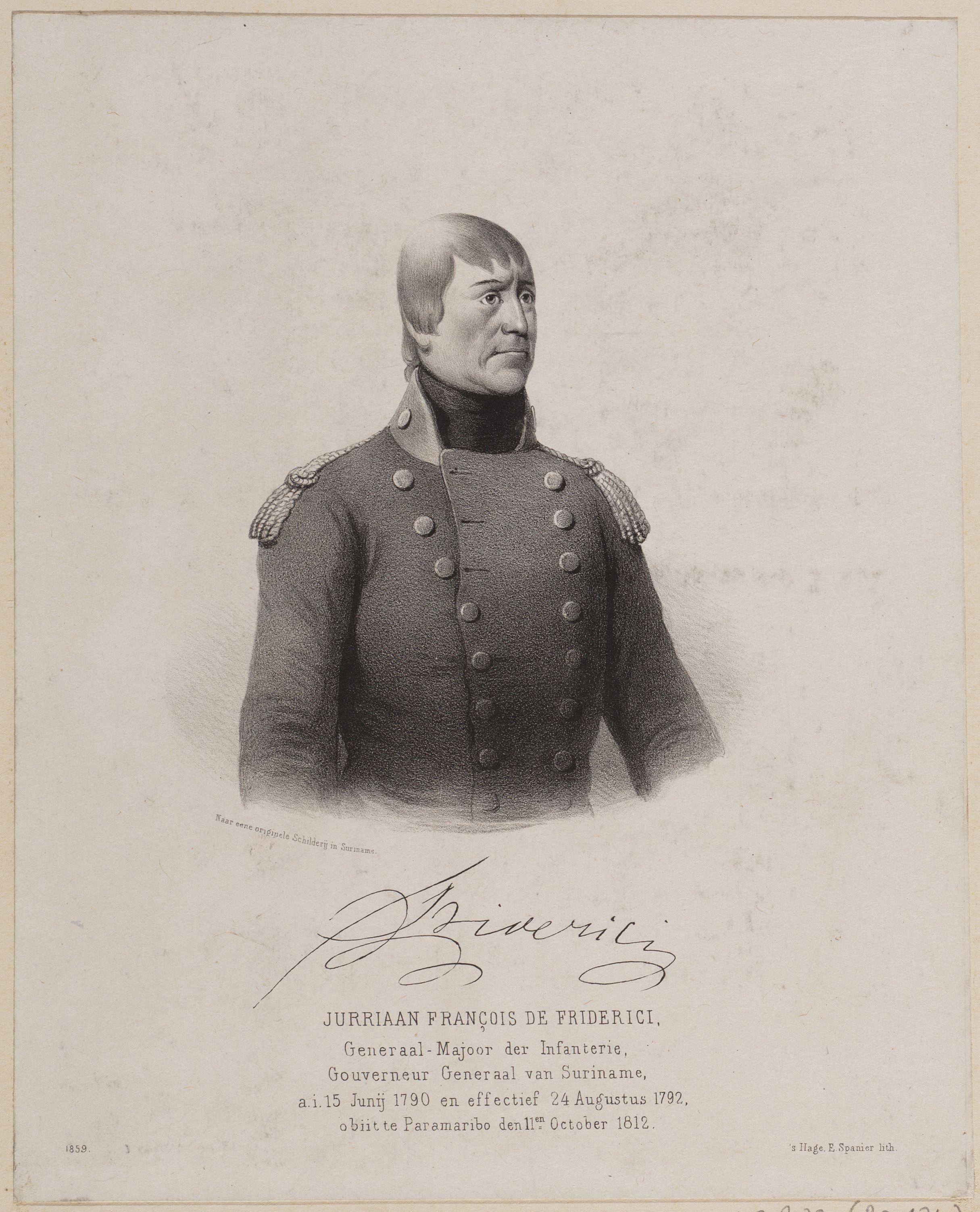
Portret van Jurriaan de Friderici door Elias Spanier (1859)

Jurriaan François de Friderici (Kaap de Goede Hoop, 7 december 1751 – Paramaribo, 11 oktober 1812) was van 1792 tot 1801 gouverneur-generaal van Suriname. Friderici was een van de actiefste en vooruitstrevende planters in de kolonie. Hij bekommerde zich om lepralijders en stichtte een bibliotheek, maar als militair nam hij ook deel aan strafexpedities tegen de marrons in Fort Boekoe. 

## Biografie

### Jeugd
Friderici werd geboren in de Kaapkolonie. Zijn vader Joachim de Friderici, afkomstig uit Schwerin, was daar in 1737 aangekomen als soldaat in dienst bij de Verenigde Oost-Indische Compagnie. In 1750 was hij in het huwelijk getreden met Geertruy Van Den Heever, afkomstig uit een Holsteinse familie. In 1762 vertrok de familie De Friderici naar Suriname. Acht maanden na aankomst overleden kort na elkaar zijn ouders. Jurriaan, de oudste, werd door de gouverneur Wigbold Crommelin opgenomen, die voor hem een ambtelijke loopbaan op het oog had. Op hun uitdrukkelijke wens zijn Jurriaan François en zijn jongere broer Joachim al spoedig als cadet bij de militie aangenomen. In 1768 werd Friderici tot vaandrig bevorderd; hij was toen 17 jaar oud.

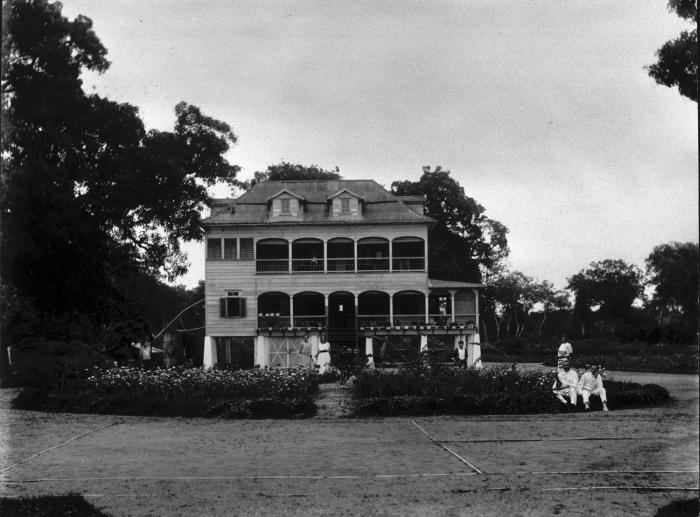
Een woonhuis op plantage Voorburg, ooit bewoond door Friderici

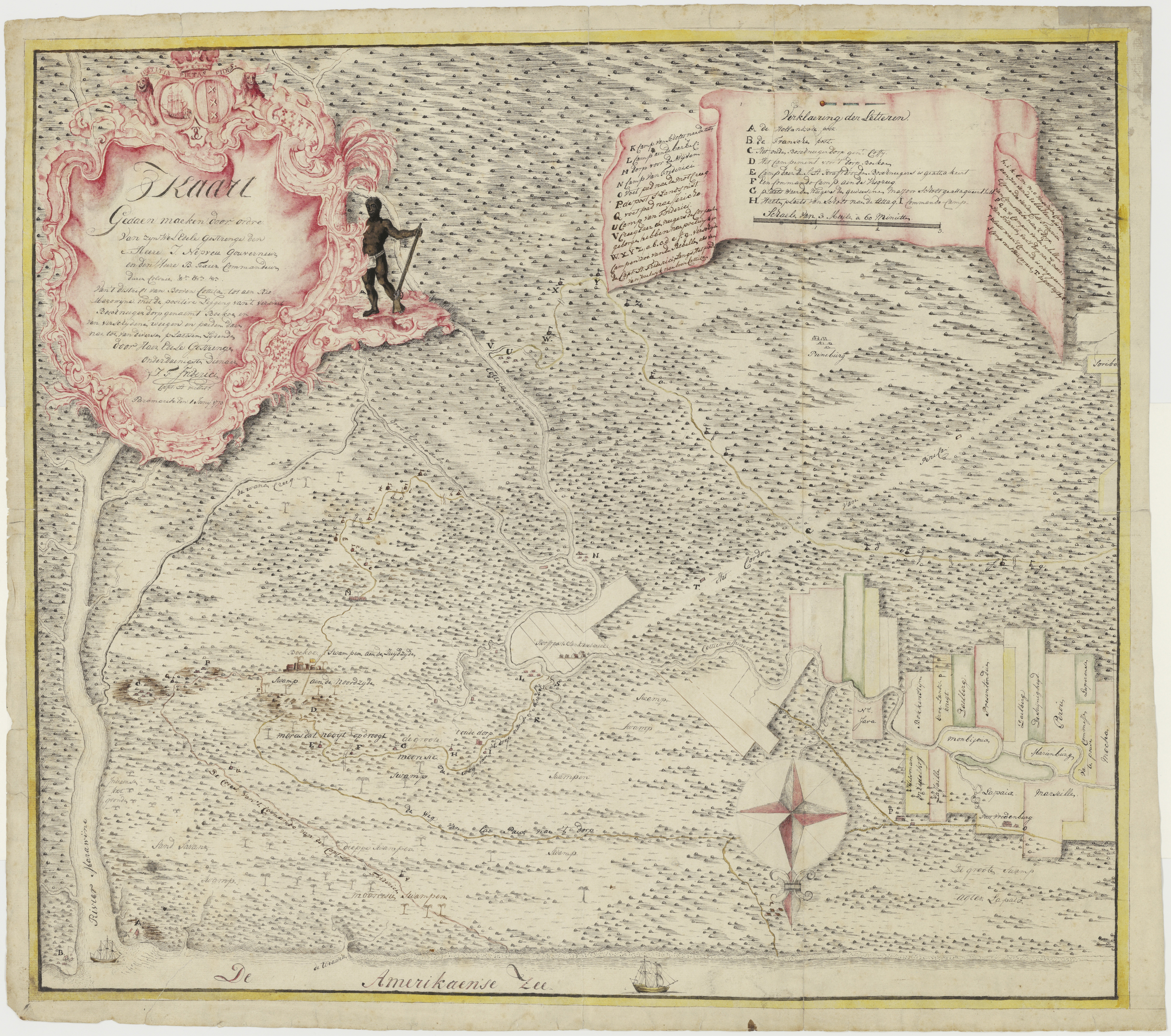
Kaart van Friderici uit 1773 waarop hij zijn strafexpeditie naar Fort Boekoe beschrijft

In 1770, vroeg de negentienjarige Friderici toestemming om te trouwen met de 25-jarige Geertruida Elisabeth Crommelin, de dochter van de voormalige gouverneur, die hem daartoe heimelijk een schriftelijke toezegging had gedaan. Haar vader Wigbold verzette zich echter tegen het voorgenomen huwelijk, Friderici tekende daarop in mei protest aan bij gouverneur Jan Nepveu vlak voor het vertrek van de Crommelins naar Nederland.  Enkele weken later vertrok Friderici naar Amsterdam in een poging om toch nog met haar te kunnen trouwen. In maart 1771 was hij terug omdat zijn geliefde Geertruida zou trouwen met Jacob C.M.E. van Heeckeren.

### Militaire loopbaan

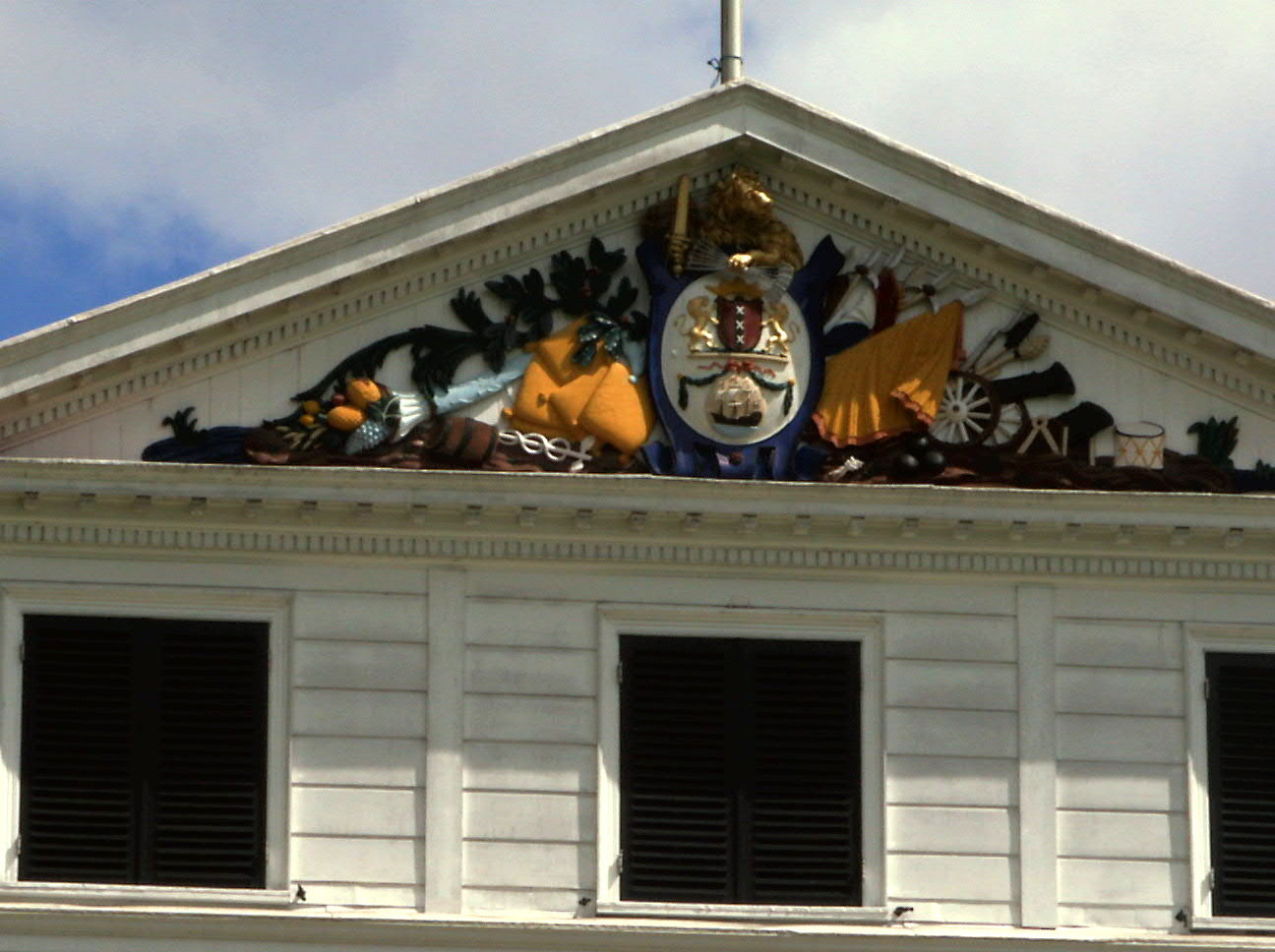
Wapen van de Sociëteit van Suriname op het voormalige paleis van de gouverneur in Paramaribo, aangebracht in opdracht van Friderici

Friderici werd bevorderd tot onder-luitenant en in de jaren daarop wist hij zich bijzonder positief te onderscheiden bij zijn broodheer, de Sociëteit van Suriname. In 1770 had François Cornelis van Aerssen zijn omvangrijke aandeel in Suriname verkocht aan de stad Amsterdam. De bewindhebbers van de West-Indische Compagnie eisten te vergeefs 1/6 deel op, zodat beide partijen even machtig zouden zijn. Op grote schaal werd krediet verleend aan nieuwe planters. In de kolonie kreeg men evenwel te maken met slavenopstanden. Vanuit hun vesting Fort Boekoe organiseerden de weggelopen slaven overvallen op plantages, waarbij ze slaven bevrijdden en voedsel en wapens buitmaakten. In 1772 leidde Friderici een strafexpeditie naar Fort Boekoe. Na de inname kreeg hij een onderscheiding en werd hij bevorderd tot kapitein-luitenant. Als kapitein maakte hij vanaf september 1773 de expedities van de Zwitserse kolonel Louis Henri Fourgeoud mee tegen weggelopen Marrons, die plantages bleven aanvallen. Zijn collega, John Gabriël Stedman beschreef de daden van Friderici later in zijn boek Reize naar Surinamen en de binnenste gedeelten van Guiana. In 1778 verliet hij met Fourgeoud, die niet goed overweg kon met Nepveu, tijdelijk het land om in 1779 als kapitein terug te komen. In 1781 werd hij, als majoor, leider van het Neeger Vrijcorps; dat in 1772 was opgericht vanwege het gebrek aan blanke soldaten. In 1782 trouwde hij met de weduwe Catharina Sofia Bake.
In 1785 had Friderici de rang van overste bereikt. Hij werd in 1790, kort vóór het vertrek van gouverneur Jan Gerhard Wichers, benoemd tot commandeur en eerste raad in het Hof van Politie. In dat jaar volgde tevens zijn aanstelling tot gouverneur ad interim. In 1792 volgde de aanstelling tot gouverneur.

### Gouverneur van Suriname

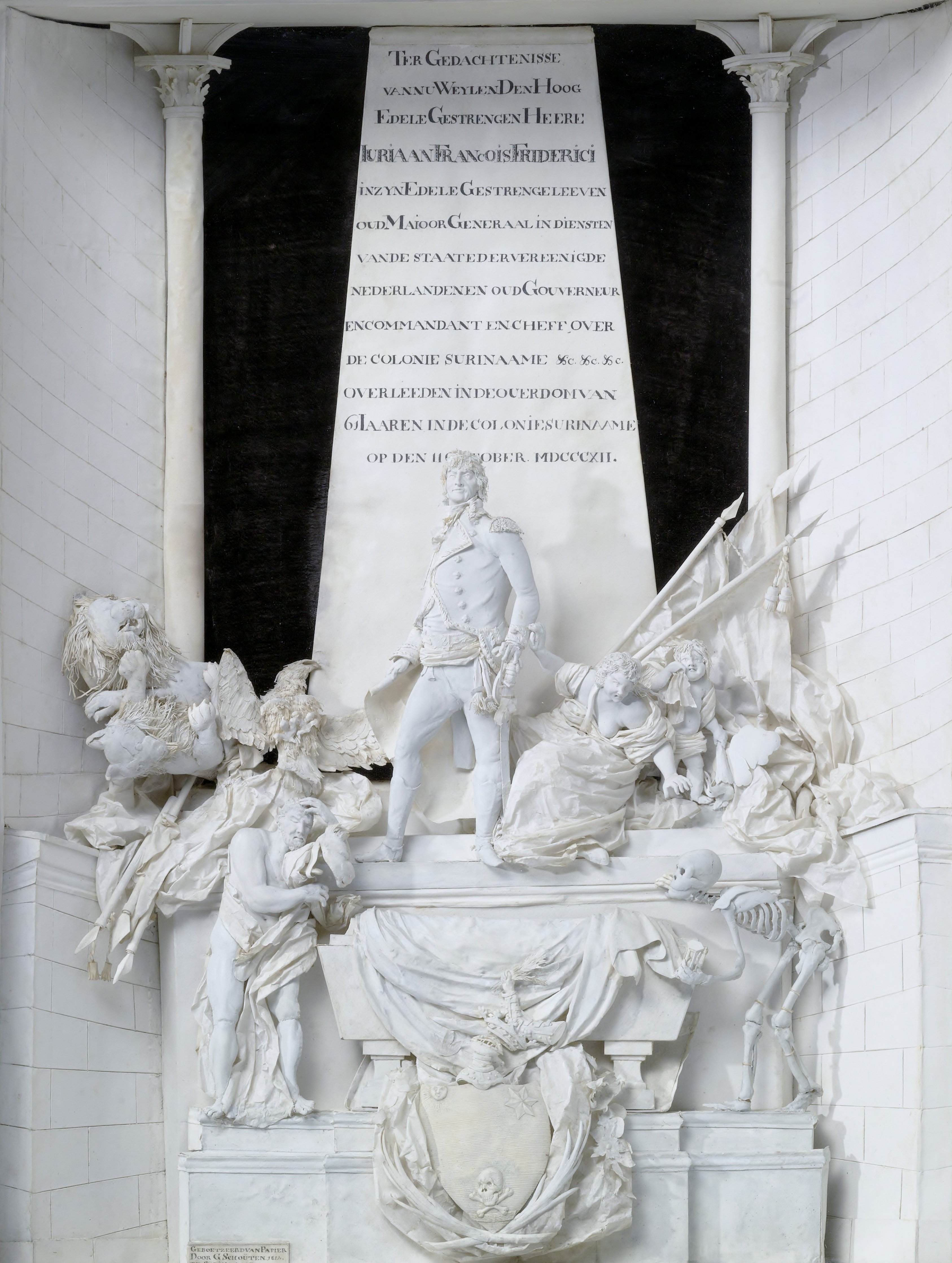
Model in het Rijksmuseum van het in 1821 verbrande monument voor de Friderici in Paramaribo

Friderici begon zijn gouverneurschap in een moeilijke periode. Financieel ging het slecht met Suriname en de Sociëteit en Friderici lieten veel te veel geld bijdrukken voor de beperkte economie. In 1795 werd de Sociëteit van Suriname ontbonden in naam van de Bataafse Republiek. Friderici werd bedankt en beloond voor zijn diensten door Abraham Vereul, president van het Committé tot de zaken van de Coloniën en Bezittingen op de kust van Guinea en in America.
De Franse Revolutie en de periode daarna zijn moeilijke momenten geweest voor Suriname. Frankrijk, dat de slavernij wilde afschaffen, installeerde opmerkelijke gouverneurs in buurland Frans Guyana: Nicolas Georges Jeannet-Oudin, een neef van Georges Danton, François Maurice Cointet, en weer Jeannet-Oudin onder de Directoire, daarna in oktober 1798 Etienne Laurent Pierre Burnel, een voormalig journalist die gefaald had in zijn poging om de slavernij in Île de France (Mauritius) af te schaffen.
Bovenop de economische problemen kwam de deportatie naar Frans Guyana van politieke gevangenen en de gevangenen van de mislukte staatsgreep van 18 Fructidor jaar V (4 september 1797, waaronder Jean-Charles Pichegru).
Pichegru slaagde er echter in om samen met zes anderen in 1798 lopend naar Suriname te vluchten; de Surinaamse gouverneur Friderici hield de zeven vluchtelingen de hand boven het hoofd en liet hen ontsnappen naar de Verenigde Staten. De verhoudingen tussen Burnel en Friderici waren daarom niet echt goed, dus toen de Engelsen in 1799 besloten Suriname binnen te vallen verzette Frederici zich niet echt, hij weigerde het aanbod van hulp van de Franse kaperkapitein Marie Etienne Peltier, die in de haven van Paramaribo lag. Het is waar dat de Husard vast zat aan het Amerikaanse schip, Portsmouth , en daarom niet erg nuttig zou zijn geweest tegen de vloot van de Britse Admiraal Hugh Seymour.
Nadat de Engelsen in 1799 Suriname hadden veroverd, handhaafden zij Friderici als gouverneur. In 1799 sloten de Gouverneurs de Friderici van Suriname en Van Batenburg van Berbice — beide koloniën waren toen in Britse handen — een overeenkomst waarbij het land bewesten de Corantijn aan Berbice werd afgestaan en de Corantijn de grens werd. Die handelswijze werd Frederici niet in dank afgenomen door het Bataafse Uitvoerend Bewind die hem na de teruggave van Suriname bij de Vrede van Amiens in 1802 schorsten als Oranjegezinde gouverneur. Fredrici werd als gouverneur opgevolgd door Willem Otto Bloys van Treslong. De Friderici legde zich toe op de landbouw op zijn plantages. Hij werd na zijn dood in 1812 begraven op de begraafplaats Nieuwe Oranjetuin in Paramaribo. Een gedenkteken in de Hervormde koepelkerk in Paramaribo is bij de grote stadsbrand van 1821 verloren gegaan.

## Landbouw

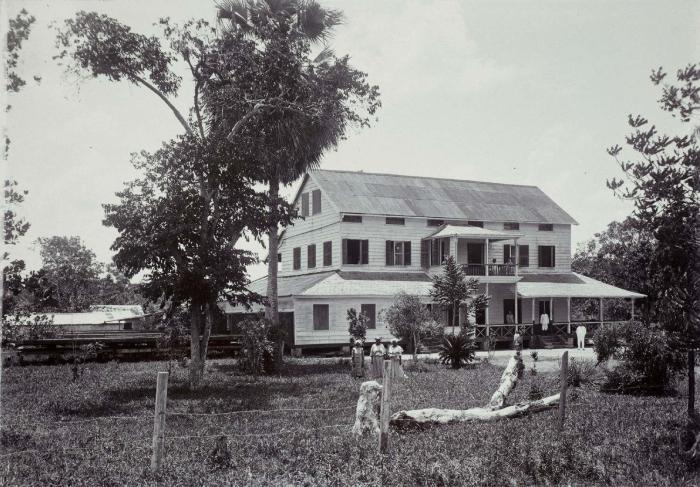
Woonhuis op de plantage Catharina Sophia

Onder Friderici vond, in de periode 1791 tot 1801, een grootschalige uitgifte van percelen aan de Saramaccarivier plaats. De uitgifte bleek minder succesvol dan verwacht. Het politiek klimaat was onrustig; Suriname was tijdelijk bezet door Engeland. Ook het economisch klimaat was verre van gunstig. Wel kwam enig kapitaal en initiatief vanuit Engeland, maar toch te weinig om het grootschalige plan te doen slagen. De uitgegeven gronden werden nauwelijks in productie genomen. Van de ongeveer 200 gronduitgiftes werd op ongeveer 20 een plantage aangelegd.
In 1793 voerde de gouverneur de Friderici de administratie over 22 plantages, waarvan er vijf zijn eigendom waren: Mariëndaal, Montpellier en Vrieshoop aan de Orleanekreek, Willemsburg aan de Para, en Voorburg aan de Surinamerivier. Aan de Saramacca vernoemde hij de plantage Catharina Sophia, gesticht in 1797, naar zijn echtgenote. Ook de plantage La Prévoyance aan dezelfde rivier werd door De Friderici aangelegd.